# Grote glasslak
De grote glasslak (Phenacolimax major) is een slakkensoort uit de familie van de Vitrinidae. De wetenschappelijke naam van de soort werd in 1807 voor het eerst geldig gepubliceerd door André Étienne d'Audebert de Férussac. Volwassen dieren kunnen zich niet meer helemaal terugtrekken in het kleine slakkenhuisje.

## Beschrijving
Het rechts gewonden slakkenhuisje is plat-conisch. De draad is in zijaanzicht slechts een klein beetje verhoogd. Het heeft een breedte van 5 tot 7 mm en een hoogte van 4 tot 6 mm. De schelp heeft 2½ tot 3½ windingen die snel en regelmatig toenemen. De embryonale schaal beslaat 1¼ windingen. De bovenkant van de windingen is licht gebogen, de naad is matig diep. De laatste winding is sterk verbreed en beslaat ongeveer de helft van de maximale schelpbreedte. De mond is dwars elliptisch van opzet, als men de snede door de vorige winding buiten beschouwing laat. De mondopening is 4,5 mm breed en 3,7 mm hoog. De rand van de mond is recht en scherp, maar slechts licht afgesneden. Alleen in het gebied van de spil is de rand van de mond iets gevouwen aan de basis van de vorige winding. De huidrand aan de onderkant van de winding is kort en smal en reikt niet tot aan de spil. Er is geen navel.
De schaal van het huisje is dun en kwetsbaar. Ze zijn licht groenachtig van kleur en geheel doorschijnend. De embryonale zak is melkachtig troebel. Het oppervlak van de teleoconch is erg glanzend. De sculptuur bestaat uit fijne rijen putjes en groeilijnen. 
Het zachte lichaam (tot 16 mm) van de slak is lichtgrijs aan de zijkanten, geelachtig tot zwartbruin, donkerder op de rug en boven het hoofd. De witachtige zool is in de lengterichting in drieën gedeeld. De donkergrijze mantel van het dier strekt zich ver naar voren uit, bijna tot aan de basis van de oculairs. De mantel heeft een smal, vleeskleurig, lobvormig uitsteeksel (de mantelslip) dat bij het kruipende dier tot aan, maar niet over, de beginwindingen van de schelp ligt. De ademopening in de mantel is spleetvormig. De mantel eindigt in een punt richting de ademopening. De dieren kunnen zich in het volwassen stadium niet meer terugtrekken in de huisje. In het juveniele stadium kan dit nog, zelfs ernstig uitgedroogde dieren kunnen zich gewoon terugtrekken in het huisje.

### Vergelijkbare soorten
De schelp lijkt op die van de doorschijnende glasslak (Vitrina pellucida), maar is meer afgeplat. De laatste winding is iets breder (in verhouding tot de totale diameter). De mond is meer afgeplat elliptisch.

## Geografische verspreiding en leefgebied
Het verspreidingsgebied strekt zich uit van Noordoost-Spanje, via Frankrijk, West-Zwitserland, Luxemburg, België tot Nederland (Zuid-Limburg) en West-Duitsland en Zuid-Engeland.
De dieren leven op overwegend warme, beschutte, vochtige plaatsen op weilanden, tussen rotsen, in vochtige bossen en houtwallen onder bladafval en dood hout. In Zwitserland stijgen ze tot 1700 meter boven zeeniveau; boven de 1000 meter boven zeeniveau zijn de dieren echter zeldzaam. In Zuid-Engeland wordt deze slakkensoort gebruikt als indicator voor oerbossen.